# Armand Joseph Bruat

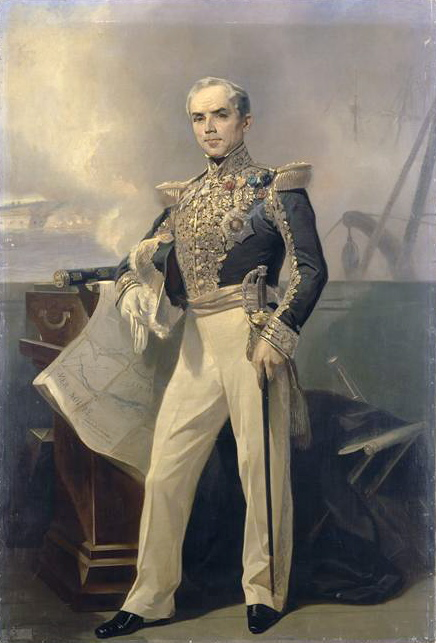
Armand Joseph Bruat, Gemälde von Eugène Giraud (1856)

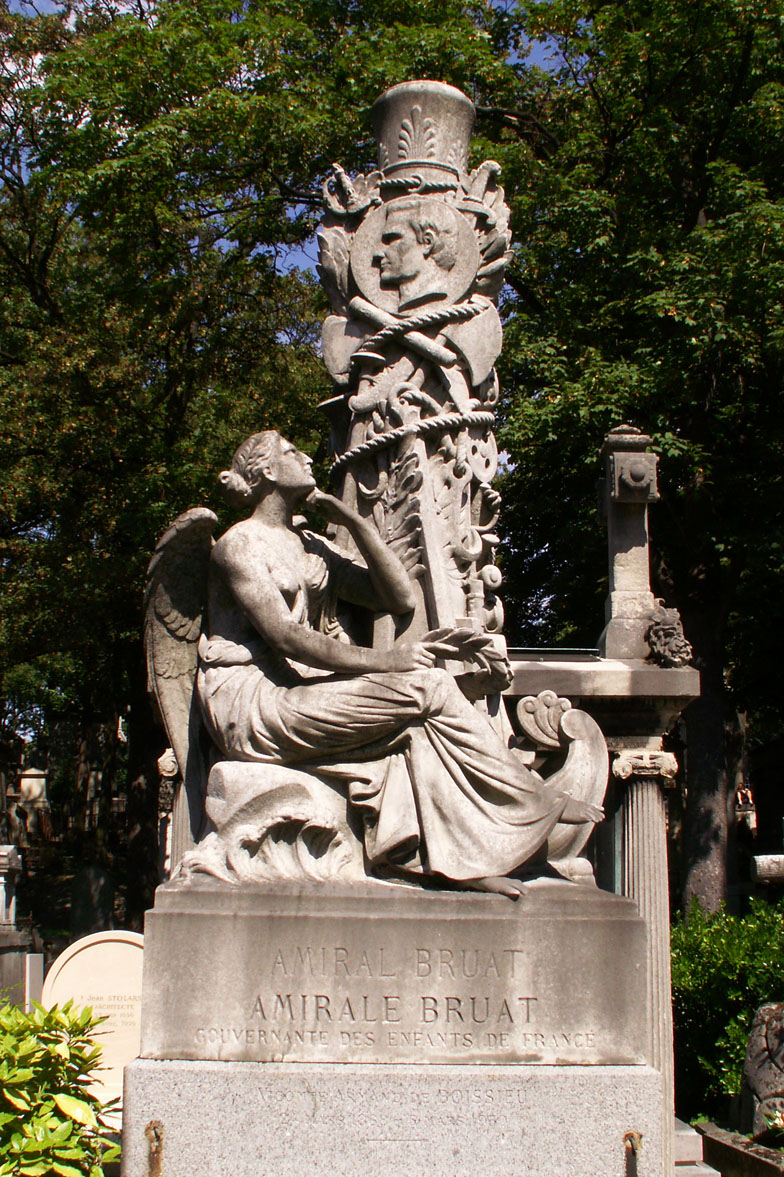
Grabdenkmal auf dem Friedhof Père-Lachaise von Hippolyte Maindron

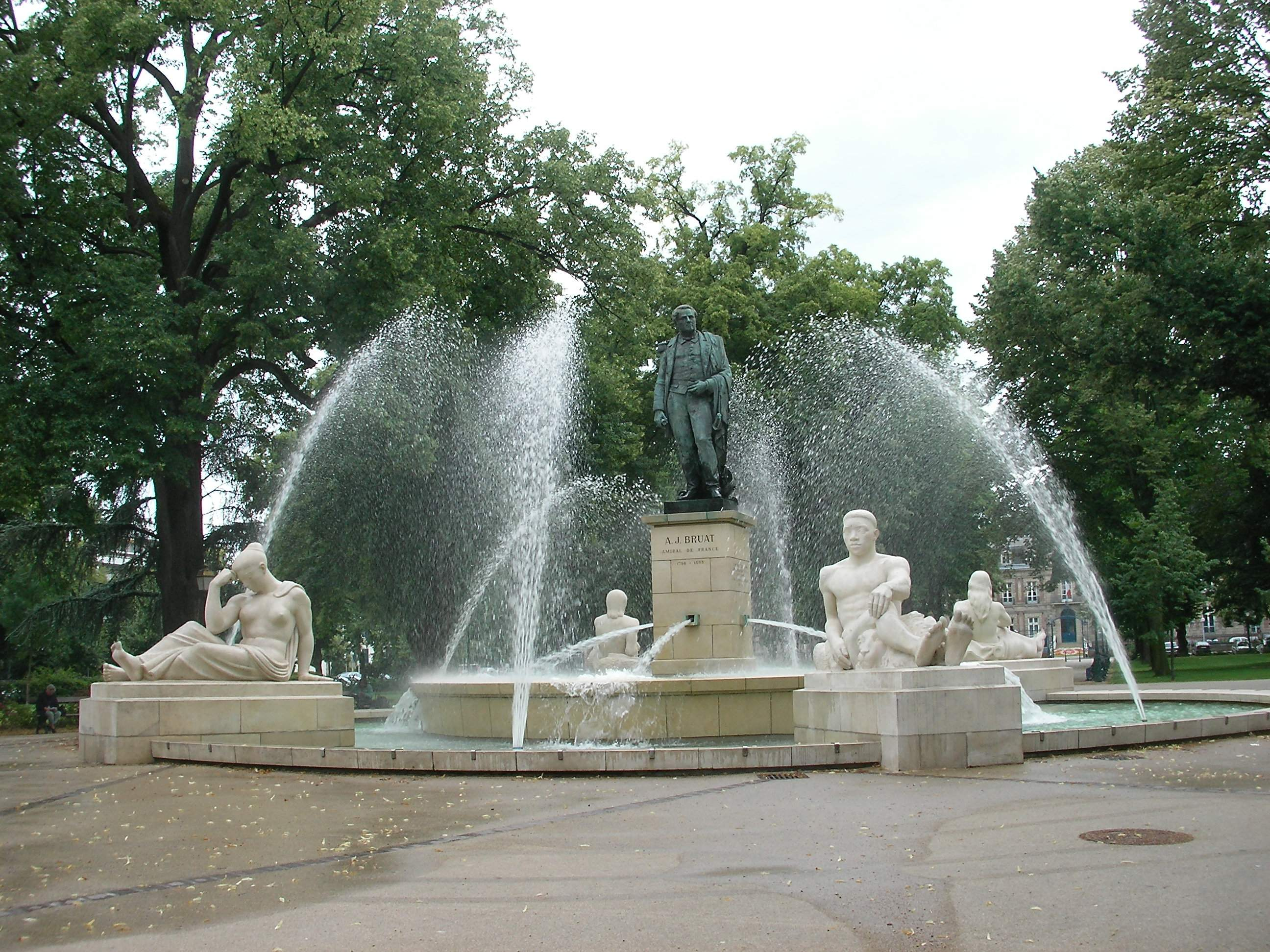
Bruat-Brunnen auf dem Marsfeld in Colmar

Armand Joseph Bruat (* 26. Mai 1796 in Colmar; † 19. November 1855 auf See) war ein französischer Admiral.
Der Vater des Admirals war Joseph Bruat aus Grandvillars. Er befand sich zeitweise im Besitz der Burgruinen Mörsberg und Florimont. Armand Joseph Bruat trat 1811 in die französische Marine ein und diente 1815 in Brasilien und Westindien. 1817 bis 1820 hielt er sich mit den französischen Streitkräften in der Levante auf und war dann bis 1824 zunächst in Senegal und dann im Pazifik stationiert.
Als Schiffsleutnant nahm Bruat 1827 an der Schlacht bei Navarino teil. 1830 wurde er zum Kommandanten einer Brigg ernannt, erlitt jedoch Schiffbruch und geriet in algerische Gefangenschaft. Nachdem er 1831 ausgetauscht worden war, ernannte man ihn 1831 zum Kapitän und machte ihn 1843 zum Gouverneur der Marquesas-Inseln. In dieser Zeit war er auch Geschäftsträger Frankreichs bei der Königin Aimata Pomaré IV. von Tahiti und brachte sie mit Druck und Drohungen zur Anerkennung der französischen "Schutzherrschaft".
1849 wurde Bruat Generalgouverneur der Antillen und 1852 Vizeadmiral. Während des Krimkrieges war er 1854 Befehlshaber der französischen Flotte im Schwarzen Meer. Auf der Rückkehr nach Frankreich starb Armand Joseph Bruat am 19. November 1855 auf See an der Cholera.
Frédéric-Auguste Bartholdi schuf ein Denkmal Bruats für einen Brunnen auf dem Colmarer Marsfeld, der im Jahre 1864 eingeweiht wurde. Der Brunnen, der 1940 von den Nationalsozialisten zerstört wurde, stellte in Allegorien die vier Kontinente dar. Nachdem die Statue Bruats 1958 restauriert worden war, wurde sie auf einem neuen Brunnen platziert, der vom Bildhauer Gérard Choain und dem Architekten Porte entworfen worden war.